# Geelvlekslak
De geelvlekslak (Marstoniopsis insubrica) is een slakkensoort uit de familie van de Hydrobiidae. De wetenschappelijke naam van de soort werd voor het eerst geldig gepubliceerd in 1853 door Kuster.

## Beschrijving
Het huisje van de geelvlekslak is tot 2,9 bij 1,9 mm groot, met een afgeplatte en stompe top. De kleur is geelbruin. De soort heeft de naam te danken aan de gele vlekjes boven en soms rondom de ogen. De mondopening is ovaal tot rond met een dun hoornachtig operculum.

## Verspreiding en leefgebied
Deze soort leeft in sommige gebieden in Noord-, West-, Centraal- en Oost-Europa. Deze kleine slak verdraagt geen stromend water; het geeft de voorkeur aan meren en rustige gebieden in grote rivieren en kanalen.